# 解放街道 (湛江市)
解放街道，是中华人民共和国广东省湛江市霞山区下辖的一个乡镇级行政单位。

## 行政区划
解放街道下辖以下地区：
文体社区、民享东社区、民治社区、海头港社区、民享西二社区和民享西五社区。